# Peter Johannes Rutten
Peter Johannes Rutten (Bergen (Limburg), 9 december 1864 - Wanssum, 3 september 1953) was een politicus voor de Roomsch-Katholieke Staatspartij (RKSP).
Hij was een Noord-Limburgse hoofdonderwijzer, die zeven jaar een bescheiden rol speelde als rooms-katholiek Tweede Kamerlid voor de RKSP. Hij was een van de onderwijswoordvoerders van de katholieke fractie en hield zich ook bezig met landbouwaangelegenheden.
Van 1883 tot 1922 was hij (hoofd-)onderwijzer te Wanssum en landbouwonderwijzer. Hij was lid van Provinciale Staten van Limburg van 31 maart 1920 tot 1922.
Van 12 oktober 1922 tot 17 september 1929 was hij lid van de Tweede Kamer. Daarna, van 7 juli 1931 tot 1 september 1941 was hij weer lid van Provinciale Staten van Limburg.
Hij was voorzitter van de R.K.S.P.-afdeling Wanssum van 1900 tot 1953.
Rutten was een neef van de moeder van tweevoudig minister-president Louis Beel. Zijn zoon Joannes Gerardus Antonius Rutten was burgemeester van Broekhuizen.
- Biografisch Portaal: 73675123
- Parlement.com: vg09ll6d04zy